# Горячий тодди
Горячий тодди (от англ. toddy или хинди tāḍi) — коктейль, приготовленный из смеси крепкого алкоголя, воды, подсластителей и специй. Тодди изобрели в XVIII веке специально для женщин, которым не нравился слишком резкий вкус рома или виски. Со временем появилось много новых разновидностей этого коктейля на основе других алкогольных напитков, хотя классическим считается рецепт с виски. Тодди может быть как холодным, так и горячим, но последний вариант значительно преобладает, поэтому чаще всего этот коктейль употребляют в странах с холодным климатом: Ирландии, Англии, Швеции, Финляндии, на севере США.

## Этимология
По одной версии, тодди назвали в честь врача Роберта Бентли Тодда, который прописывал своим пациентам напиток на основе «бренди, белой корицы, сахарного сиропа и воды». По другому предположению, словом «toddy» англичане сначала называли индийское пальмовое вино, которое изготавливали из сброженного кокосового молока. Первые упоминания английских слов англ. tarrie, taddy относятся, соответственно, к 1600 и 1610 годам. Вероятно, эти названия происходят от хинди tari, tāḍi которыми индийцы обозначали определённые виды кокосовых пальм. В свою очередь, эти слова выводят или от санскр. tala-s или от одного из дравидийских языков — канн. tar или телугу tadu. Во времена Ост-Индской компании термин получил распространение в Шотландии, где им стали обозначать питьё совсем другого рода. Так, в 1786 году слово «toddy» определяли уже как «напиток из алкогольного ликёра, горячей воды, сахара и пряностей». В таком звучании и толковании его позаимствовали другие европейские народы. Поскольку этот коктейль готовят почти всегда горячим, в современном английском языке за ним закрепилось словосочетание англ. hot toddy — «горячий тодди» или даже англ. hot whisky — «горячий виски».

## Состав
Кроме виски, рома, бренди и ликёра в современных рецептурах тодди могут быть использованы джин, водка, настойка, кальвадос, коньяк. В отдельных случаях «безалкогольным тодди» могут называть суррогат этого напитка на основе чая с пряностями. Как правило, в одной рецептуре используют один алкогольный напиток, изредка — два. Чтобы смягчить вкус алкоголя, его разбавляют водой. Позже в некоторых рецептах его стали заменять чёрным или травяным чаем.
В качестве подсластителя в тодди чаще всего используют мёд, но он может быть заменён сахаром, сахарным, фруктовым или кленовым сиропом. Если тодди готовят с добавлением сладкого ликёра, то дополнительный подсластитель могут и не применять. Почти обязательным компонентом этого коктейля является нарезанный ломтиками лимон, реже его заменяют лимонным соком или соком лайма. В яблочном тодди на основе кальвадоса вместо лимона добавляют ломтики свежих яблок, в экзотических рецептах тодди случаются такие составляющие как клюква или грейпфрут. Из пряностей наиболее употребительны гвоздика и корица, также часто используют мускатный орех, свежий имбирь, бадьян.

## Приготовление
Для приготовления классического горячего тодди воду доводят до кипения или заваривают чай. В алкоголь всыпают пряности, вливают воду (чай), добавляют подсластитель, перемешивают и оставляют настояться 1-2 минуты. Холодный тодди готовят в такой же последовательности, только кипячёную воду предварительно охлаждают. В зависимости от состава и вида использованных продуктов напиток или смешивают в шейкере, а затем разливают, или сразу смешивают в той же посуде, в которой подают. После смешивания всех компонентов окончательная крепость этого коктейля составляет от 7 до 18%.
Тодди принято подавать в стеклянной посуде, форма которой более или менее соответствует основному алкогольному напитку, который был использован в рецептуре. Например, если коктейль сделан на основе виски или рома, его принято подавать в стаканах (обычно типа хайбол), яблочный или коньячный тодди — в бокалах. Универсальным способом подачи являются чашечки. Коктейль украшают ломтиками лимона, яблок, лимонной цедрой, палочками корицы или звёздочками бадьяна.
Как правило, тодди готовят в прохладную сырую погоду или пьют вечером перед сном. С середины XIX века этот напиток описывают как действенное средство от простуды, который хорошо согревает, успокаивает, укрепляет иммунитет, избавляет от боли в горле и тому подобное. По составу продуктов тодди можно сравнить с известными противопростудными средствами, такими как чай с лимоном, сбитень, грог, глинтвейн, имбирный чай.